# Hendrik van den Abeele
Hendrik van den Abeele, auch Henri van den Abeele, (* 6. Dezember 1869 in Brügge; † 27. Dezember 1931 in Mol) war ein belgischer Organist, Chorleiter, Komponist und Musikpädagoge.

## Leben

### Zeit bis zum Ersten Weltkrieg
Hendriks Mutter war gebürtige Irin. Sein Onkel war Kapellmeister in Brügge. Bei der Städtischen Musikschule in Brügge erhielt er ersten Kompositionsunterricht bei Jean-Baptiste Accolay. Er erreichte eine gewisse Fertigkeit im Komponieren für Streicher und von Streichquartetten. Anschließend studierte er zwei Jahre am Konservatorium in Brüssel Orgel bei Alphonse Mailly und Harmonielehre bei Gustave Huberti (1843–1910). Danach studierte er in Gent Orgel bei Joseph Tilborghs und Kontrapunkt bei Adolphe D’Hulst (1851–1916). Nach seinem Studienabschluss war er zehn Jahre lang Kapellmeister und Organist an St. Walburga in Brügge. In dieser Zeit war Guido Gezelle, von dessen Gedichten er später einige vertonte, Kaplan an der Kirche. 1906 erhielt er einen Preis in einem Wettbewerb, der von der Regierung für die Komposition vaterländischer Lieder für die Schule ausgeschrieben worden war. 1908 ging er als Kantor an die Sankt-Martins-Kathedrale in Ypern und wurde dort Direktor der Musikschule. Er legte großen Wert auf die Konzerte der Musikschule und führte in ihrem Rahmen Kantaten von Peter Benoit, Paul Gilson und August De Boeck auf. Er begann, wieder häufiger zu komponieren. 1913 wurde er mehrfach in einem internationalen Kompositionswettbewerb von Editoria Musicale Genovese prämiert. 1914 wurde ein Poolse dans [Polnischer Tanz] in bei einem internationalen Kompositionswettbewerb in Lyon prämiert. Der Jury gehörte Charles-Marie Widor an.

### Der Erste Weltkrieg
Der Erste Weltkrieg beendete diesen erfolgreichen Lebensabschnitt. Ypern war sehr stark umkämpft. So flüchtete van den Abeele nach Cognac in die Charente. Seine Musikbibliothek mit hunderten Manuskripten und Partituren seiner Werke, auch noch unvollendete, ging während des Krieges bei den Bränden in Ypern unwiederbringlich verloren. In Frankreich komponierte er wieder vermehrt, auch Lieder auf französische Texte. Seine Kantate Wie is als God? [Wer ist wie Gott?] nach einem Text von Guido Gezelle wurde mehrmals in Frankreich und England aufgeführt.

### Nach dem Ersten Weltkrieg
Nach dem Krieg war Ypern komplett zerstört, somit auch van den Abeeles Haus und die Musikschule. Seine Karriere musste er wieder Schritt für Schritt aufbauen. Er fand eine Stelle als Organist in Kortenberg und anschließend als Lehrer am Koninklijk Atheneum [Königliches Atheneum] in Gent. Bei einem Kompositionswettbewerb 1920 in Paris wurde sein Requiem unter 226 Einsendungen prämiert. 1923 wurde er in Frankreich zum officier d’académie ernannt. Diese Erfolge im Ausland spiegeln sich nicht in Belgien. Nach einer abgelehnten Bewerbung auf die Stelle des Leiters der städtischen Musikschule in Kortrijk zieht er sich nach Loenhout in der Region Kempen zurück. 1926 ging er nach Mol, wo er an der neugegründeten städtischen Musikschule unterrichtete und bis zu seinem Tod Organist an der Kirche St. Peter war.

## Werke
Van den Abeele war kein Erneuerer der Musik, seinen Stil kann man als neoklassizistisch bezeichnen. Die Neuerer Richard Strauss, Richard Wagner, Francis Poulenc und Darius Milhaud lassen ihn eher unbeeindruckt. Er gebraucht eher die Klassiker und die flämischen Meister als seine Vorbilder.

### In worldcat.org, der Bibliotheque Royal de Belgique oder im Katalog des Koninklijk Conservatorium der AP Hogeschool Antwerpen verzeichnete Kompositionen
- Avondlied [Abendlied]; Incipit: Hoe vriendelijk strijkt de avond neer; Text: Karel Quaedvlieg; in: Liederen voor ons volk; Excelsior; Antwerpen; 1907 OCLC 900871827
- Avondmuziek für Gesang und Klavier; Text: B. V. Meurs
- Grootmoeders wiegelied mit Klavierbegleitung. Text: P. Placidus Eykens.[6]
- Lente-bloesems [Frühlingsblüten]. Incipit: Lief en zacht de zonne lacht op bloesemende boomen. Romanze für Sopranstimme. Jozefa Matheve gewidmet. In: Het Vlaamsche lied, Band 19:3; Brüssel; OCLC 915824604
- Lieve zuster [Liebe Schwester]; Incipit: Wat ziet mijn zuster bleek en droef. Text: Lambrecht Lambrechts. Dokter V. Dewals gewidmet.[7][8]
- Van 't lieve kleine Belgenland [Vom lieben, kleinen Belgerland]. Incipit: In Frankrijk drinkt men lekkere wijn; in: [Sammlung patriotischer Lieder für die Schule]; Brüssel 1905 OCLC 915638426
- Sur l'album d'une jeune orpheline romance pour soprano ou tenor avec accompagnement de piano, op. 15 [Aus dem Album für eine Waise für Sopran oder Tenor mit Klavierbegleitung]; Incipit: Enfant, tu vas quitter. Text: Thonissen. OCLC 915665784
- Troostbrief. Incipit: Hoe plots de bange scheiding klepte. Text: Lambrecht Lambrechts. In: Het Vlaamsche lied. Vol. 16:1[9]

### Bei Kompositionswettbewerben vor dem Ersten Weltkrieg prämierte Kompositionen
1913 in Genua bei Editoria Musicale Genovese
- Twaalf voorspelen voor orgel [Zwölf Präludien für Orgel]; prämiert mit Ehrendiplom und Ehrenmedaille in Gold
- Missa Idesbaldi; ehrenvolle Meldung erster Klasse
- Perfice für gemischten Chor und Orgel; ehrenvolle Meldung zweiter Klasse
- Romance für Violoncello und Orgel; ehrenvolle Meldung erster Klasse

1914 in Lyon:
- Poolse dans [Polnischer Tanz]

### Kompositionen, die er in Frankreich komponierte
- Hymne für Jeanne d’Arc[1]
- Volkskantate Quis ut Deus?. Wie is als God? [Wer ist wie Gott?] Text: Guido Gezelle; für gemischten Chor und Klavier; oder für einstimmigen Gesang, Klavier und Fanfare[1]
- Lieder auf französische Texte

### Kompositionen nach dem Ersten Weltkrieg
- 1920 Requiem

### Weitere Kompositionen
- Lied zu Ehren des Heiligen Antonius von Padua für Sologesang, vierstimmigen gemischten Chor und Orgel[1]

Lieder wie:
- 't Goedendaglied [Das Guten-Tag-Lied]

- In ’t diepste van mijn herte [In den Tiefen meines Herzens]
- Hand in hand; Text: P: Eykens
- Kermislied